# Sandhed
Sandhed er overensstemmelse mellem et udsagn og den virkelighed, udsagnet udtaler sig om. Sandhed er et begreb, der anvendes i logikken, i matematikken, i religiøse og filosofiske sammenhænge, i fiktionen og i daglig tale om både subjektive, objektive og absolutte begreber og begivenheder.

## Leibniz
Leibniz skelnede mellem faktuelle sandheder og rationelle sandheder. Det græske ord for "sandhed" er alē′theia, som betyder "hvordan en sag virkelig forholder sig". Dette betyder, at sandheden findes ved at iagttage foreliggende beviser. Sandheden kan både være det, der stemmer med kendsgerningerne og det, der normativt er ret og rigtigt.

## Overensstemmelse med virkeligheden
De fleste definitioner af sandhed nævner en overensstemmelse med fakta eller virkeligheden. Et af mange mulige krav til sandhed er slutning fra årsag til virkning. Sandhed forstås da som den logiske eller tidsmæssige forbindelse mellem årsag og virkning. Der er dog ingen globale videnskabelige definitioner af sandhed, og en lang række teorier om sandhed bliver fortsat debatteret bredt.
Inden for logikken betegnes et udsagn der er sandt "i alle situationer" for en tautologi. Man kan sige, at en tautologi er et sandhedsudsagn, man ikke bliver klogere af, selv om det er rigtigt. Det matematiske udtryk x = x er et simpelt eksempel på en tautologi. "Hans er ældre end Mette, fordi Mette er yngre end Hans" er også en tautologi, idet der bliver sagt det samme to gange på to forskellige måder.

## Sandhed som begreb
Sandhed som begreb er noget vi alle intuitivt forstår, og vi bliver ikke klogere af at få det forklaret. Et andet spørgsmål er, om en given antagelse er sand eller falsk (i overensstemmelse med virkeligheden eller ej). For vi kan nemt uden at vide det være ofre for illusioner og bedrag.
Sandhed som begreb er en underforstået forudsætning for al videnskab og debat, al efterforskning, alle forklaringer og al undervisning. Det gælder om at finde frem til, hvad sandheden består i, eller "finde frem til sandheden" om dette eller hint, eller "afdække sandheden", "afsløre den" etc.. (Se Sherlock Holmes). Et grundlæggende princip, hvis man søger sandheden, er at være åben, skeptisk, undersøgende og nysgerrig og ikke tro på det første det bedste, man får fortalt eller læser.

## Habermas: Den herredømmefri samtale"
Jürgen Habermas stillede tre kriterier op i sine krav til "den herredømmefri samtale":
1. sandhed (at tale i overensstemmelse med de kendte fakta),
2. sandfærdighed (at udtrykke sig i overensstemmelse med sin opfattelse af hvordan verden bør være) og
3. rigtighed (at udtrykke sig i overensstemmelse med sine følelser).